# Палемонас (станція)
Палемонас (лит. Palemono geležinkelio stotis) — залізнична станція у північній частині міста Каунас, вантажний вузол на майбутній магістралі Rail Baltica.
Через Палемонас проходить дві гілки Каунаського залізничного вузла Інтермодальних перевезень: західна (Єся — Каунас — Палемонас) та східна (Єся — Рокай — Палемонас). Реконструкцію дільниць Єся — Каунас та Єся — Рокай у рамках спорудження ниток європейської колії було завершено 2015 року; дільниця Каунас — Палемонас (включно із Каунаським тунелем) — 2019 року; роботи на відтинку Рокай — Палемонас стартують 2024-го.